# Telekommunikation im Sudan
Die Telekommunikation im Sudan umfasst Festnetz- und Mobiltelefone, das Internet, Radio und Fernsehen. Etwa 12 Millionen der 45 Millionen Menschen im Sudan nutzen das Internet, hauptsächlich über Smartphones und mobile Computer.

## Ära vor der Privatisierung (bis 1994)
Im Sudan gab es bereits 1897 Telekommunikationsdienste. Alle Organisationen, die zur Erbringung von Telekommunikationsdiensten gegründet wurden, befanden sich im Besitz der Regierung. In der Praxis handelte es sich um Einrichtungen mit wenig oder keiner betrieblichen und finanziellen Autonomie und wenig Kontrolle über ihr eigenes Schicksal. Trotz zahlreicher Entwicklungspläne und -bemühungen blieb der Zustand des Telekommunikationssektors im Lande bis 1994 äußerst schlecht. Zu dieser Zeit hatte der Sudan selbst im regionalen Vergleich eine der niedrigsten Penetrationsraten (0,23 %).

## Ära der Privatisierung (1994 und danach)
Das von der sudanesischen Regierung verabschiedete Dreijahresprogramm zur wirtschaftlichen Rettung (1990–1993) betonte die Rolle des Telekommunikationssektors im sozioökonomischen Entwicklungsprozess und forderte die Abschaffung des Monopols in diesem Sektor und die Einbeziehung des privaten Sektors – ob einheimisch oder ausländisch – in den Telekommunikationssektor wie auch in andere Sektoren, um die anhaltenden Investitions- und Leistungsdefizite zu überwinden. Als Ergebnis dieses Programms sieht die Struktur des Telekommunikationssektors im Lande derzeit wie folgt aus:
a) Das Ministerium (Ministerium für Information und Kommunikation): zuständig für Politik und Gesetzgebung.
b) Die Regulierungsbehörde (National Telecom Corporation, NTC): zuständig für die Regulierungsaufgaben.
c) Die lizenzierten Betreiber und Diensteanbieter: Sie sind für den Betrieb der lizenzierten Netze und die Bereitstellung von Diensten zuständig.
Die Liberalisierung und Privatisierung des Telekommunikationssektors, die Politik, die Vorschriften und die von der sudanesischen Regierung verabschiedeten Pläne haben ein kapitalattraktives, wettbewerbsförderndes politisches Umfeld geschaffen, das den Aufbau einer modernen, volldigitalen Infrastruktur im Lande begünstigt und ein Klima geschaffen hat, das geeignet ist, die Entwicklung der Informations- und Kommunikationstechnologie (ITK) landesweit zu fördern. Der Wandel und die Errungenschaften im sudanesischen Telekommunikationssektor in Verbindung mit der zunehmenden und diversifizierten Nutzung von ITK-Diensten, einschließlich des Internets und seiner Anwendungen, haben dazu geführt, dass der Sudan weithin als einer der am weitesten entwickelten Länder Afrikas, wenn nicht sogar des Nahen Ostens gilt. Der Markt gilt jedoch noch als jungfräulich, und es bestehen riesige Investitionsmöglichkeiten, die mit der vollständigen Verwirklichung von Frieden und Stabilität im Lande explodieren werden.